# Tátorján (növényfaj)
A tátorján (Crambe tataria, gyakran Crambe tatarica) a keresztesvirágúak (Brassicales) rendjének káposztafélék (Brassicaceae) családjába tartozó tátorján (Crambe) nemzetség egyik növényfaja.
Elterjedési területének súlypontja a Fekete- és a Kaszpi-tenger környékén van, elterjedésének nyugati széle Alsó-Ausztriában. Magyarországon jelenleg veszélyeztetett, 1982 óta fokozottan védett növény, melegkori maradványfaj. A szakirodalomból ismert korábbi állományainak jelentős része mára kiveszett; csak néhány helyen, löszsztyeppek és erodálódó, meredek löszfalak növényzetében találhatók izolált, néhány száz tőből álló populációi, pl. Balatonkenese, Bölcske, Megyaszó, Szentistvánbaksa térségében.
Természetes szaporodását gátolja, hogy magja csak nyílt talajfelszínen csírázik, fiatal korban a csigáktól a földibolháig (Phyllotreta nigripes) számos kártevője van, az idősebb töveket pedig a tőrothadás veszélyezteti. Állományait a kompetitor, gyepképző pázsitfüvek és a cserjésedés veszélyezteti. Ex situ, azaz természetes élőhelyétől távoli konzervációjával az MTA vácrátóti botanikus kertjébe telepített minták segítségével az 1980-as évek óta foglalkoznak.

## Rendszertan
A faj generikus neve, a Rambe görögül káposztát, a specifikus név latinul tatárt jelent.
Carolus Clusius (1583) és Gaspard Bauhin (1623) a Tataria Ungarica, Joseph Pitton de Tournefort (1700) a Cachrys Ungarica nevet használta rá. A faj linnéi nevezéktan szerinti első leírója egy magyar nemes volt, Szentmiklósi Sebeők Sándor, aki a bécsi orvosi egyetem végzőseként tanára, Jacquin felkérésére vizsgálta meg a fajt élő példányok alapján, és Crambe tataria néven írta le doktori disszertációjában.
Magyar neve terjedésének módjára utalhat, az alföldön a tátorján szó fergeteget, szélvészt jelentett.
Régies nevei: buglyos torján, abajdóc, tatárkenyér, tatár repce, tatár répa, radária, tantárka, tatárka.
Fehér virágokkal borítva példányai messziről legelésző birkákra emlékeztetnek (innen származik román neve: „oiţe”, azaz báránykák).
Elterjedési területe diszjunkt részekre oszlik, valószínűleg ezért kapott több tudományos nevet: C. tatarica Pall. 1787., C. pannonica hort. in Lam.1786., C. macrocarpa, C. chlorocarpa, C. laevis Kit. 1863.
A faj a jelenleg elterjedt elképzelés szerint valójában több helyi változatot képviselő fajcsoport.
Soó Rezső három változatot, azon belül egy külön formát különített el:
- var. tataria (C. hungarica DC.1821.); f. biebersteinii (Janka) Schulz 1919 elvirágzás után simára kopaszodik
- var. aspera (M. B.) Boiss 1867 (C. gibberosa Rupr.1869. Kaukázusi endemizmus) elvirágzás után is sűrűn merevszőrös
- var. pinnatifida (R. Br.) Schulz 1919 = C. pinnatifida, R. Br. levele egyszeresen szárnyalt, öblösen fogazott.

A Flora Europaea a taxont fajcsoportként kezeli, 4 kisfajra bontva:
- C. grandiflora D. C.: Krím, Kaukázus
- C. aspera M. B.: Ukrajna, Délkelet-Oroszország, Krím
- C. tataria Sebeők: Kelet-Európa, Ausztria, Csehország, Szlovákia, Magyarország
- C. steveniana Rupr.: Dél-Ukrajna, Krím, Kaukázus.

Traian Săvulescu az Erdélyben fellelhető tátorjánokat öt változatba sorolta:
- var. aspera (M.B.)Boiss: (C. aspera M. B.)
- var. pinnatifida (R.Br.) Schulz: (C. pinnatifida R. Br.)
- var. biebersteinii (Janka) Schulz: (C. biebersteinii Janka)
- var. crassifolia Rav.: C. tataria Sebeők ssp. crassifolia Rav.
- var. turdensis (Prod.) Nyár.: (C. turdensis Prod.)

## Jellemzői
A tátorján lágy szárú, évelő növény, a Raunkiær-féle életforma-osztályozás szerint hemikryptophyta. A mészben gazdag, száraz, meleg, humuszban szegény lösz- vagy márgatalajokat kedveli.
Dúsan elágazó, levelekkel körülvett, szögletes szára 80–150 cm magasra nő meg. 3–6 cm vastag, belseje fehér, érdesen barázdás, üreges, csomós. Vastag, húsos, felső részén sokfejű főgyökere orsó alakban hatol a talajba. Az egészséges növény enyhén káposztaillatú, ám a pusztuló, elrothadó tövek elviselhetetlen büdös szagot árasztanak.
A terebélyes, bokorszerű növény levelei igen nagy méretűek (akár 60 cm-re is megnőnek), 2-3-szorosan szárnyasan szeldeltek. A levelek alul kisebbek, felfelé haladva egyre nagyobbak és tagoltabbak, ám a csúcsi levelek egyszerűek, megnyúltak. A szár és a levelek is fiatalon szőrösek, később kopaszodók.
4-5 éves korában virágzik először. Április-június között, tömör, később fellazuló, többszörösen összetett végálló fürtvirágzatban nyílnak apró, 8–10 mm átmérőjű, áthatóan mézédes illatú, fehér vagy rózsaszínes, hímnős virágai, melyek gömbszerűen az egész növényt beborítják. A virágon a családra jellemzően négy kereszt alakban álló, a csészeleveleknél kétszer hosszabb, tojásdad alakú, tompa végű lapos sziromlevél található. A hat fehér, tömzsi porzószál közül kettő rövidebb, egytagú, négy pedig hosszabb, felül kéttagú, melyek közül csak egyiken visel portokot. A porzón mézmirigyek (glandula) találhatók. A zöld bibeszálon sárga fejes, ülő bibe fejlődik. Megporzását rovarok végzik.
Nyár végére beérő, borsszemnyi, gömbölyded, együregű becőketermése a kocsány csúcsán ül. A termés eleinte vastag, fényes zöld héjú, később kiszáradt, ráncos szürke gömböcske, mely egyetlen, csípős ízű magot rejt.
A gömbforma hajtásrendszer a tőről leválva, az ördögszekérhez hasonlóan szél által (anemochoria) görgetve terjeszti a magvakat.

## Felhasználása

A tátorján jelenleg ismert előfordulási helyei Magyarországon:
1. Megyaszói Tátorjános Természetvédelmi Terület
2. Vácduka környéki élőhelyek
3. Balatonkenesei Tátorjános Természetvédelmi Terület
4. Belsőbárándi völgyrendszer
5. Közép-Mezőföld déli részének lelőhelyei

A tátorjánról Magyarországon a 16. századtól kezdve vannak írásos emlékeink. A 17-18. században a pásztorok fontos tápláléka volt. Idősebb tövei a karalábé gumójánál is nagyobb gyökereket nevelnek, ez egy embernek nyersen vagy főzve több napi élelmet adott. Fazekas Mihály Füvész-könyve buglyos tátorján néven említi, ízét a retek csípősségéhez hasonlítja, mely keserű ízzel párosul. Borbás Vince szerint húsos édes gyökerét meghámozzák, karikára vagdalják és fiatal hajtásával együtt salátának vagy főzeléknek készítik el. Később ínségeledelként fogyasztották, Jókai Mór Bálványos vár c. regényében is ínséges idők hírnökeként említik.
Kerti dísznövényként is ültették, az 1940-es években kertészetek is árusították.

## Magyarországi előfordulása
Magyarországon többek közt a Hevesi Füves Puszták Tájvédelmi Körzet területén él, valamint a Bölcskei Tátorjános Természetvédelmi Területen, a Balatonkenesei Tátorjános Természetvédelmi Területen, 2,5 hektáron, védett 1971-től, a Megyaszói Tátorjános Természetvédelmi Területen, 35 hektáron, védett 1987-től, illetve a Belsőbárándi-tátorjános természetvédelmi területen.

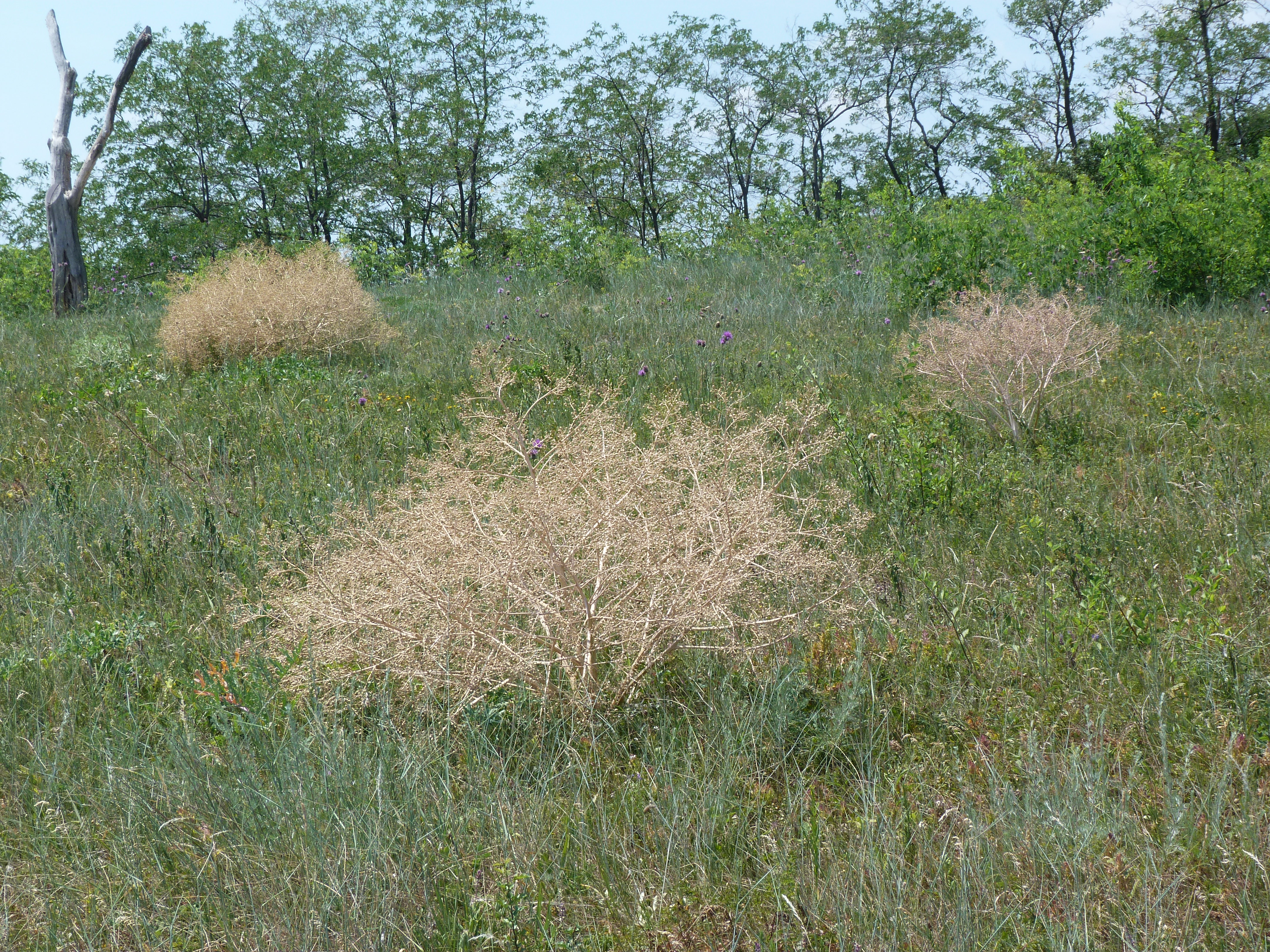
Tátorjános Balatonkenesén

## Rokon fajok
A Crambe nemzetség egyéb fajai: az abesszin tátorján (C. abyssinica), melynek magjából kivont olaj a bálnaolajat helyettesítheti; a sókedvelő tengerparti tátorján (C. maritima).
Hasonló közönséges neve van a bojtorjánnak, de nincs köze egymáshoz a két fajnak.